# Boston Beacons 1968
Questa pagina raccoglie i dati riguardanti i Boston Beacons nelle competizioni ufficiali della stagione 1968.

## Stagione
Il club venne ricostituito con il nome Boston Beacons e la rosa venne completamente rinnovata, tranne i riconfermati Paddy Mulligan e David Pugh che tornarono in prestito dagli irlandesi dello Shamrock Rovers insieme a Tommy Kelly. Vengono inoltre inseriti nella squadra sei giocatori danesi.
I Beacons, sotto la guida dell'inglese Jack Mansell, chiuse il torneo al quinto ed ultimo posto della Atlantic Division. La franchigia terminerà l'attività agonistica al termine della stagione.

## Organigramma societario
Area direttiva
- Presidente:

Area tecnica
- Allenatore: Jack Mansell

## Rosa
| N.    |                        | Ruolo | Calciatore         |
| ----- | ---------------------- | ----- | ------------------ |
| 1     | Danimarca (bandiera)   | P     | Jørgen Henriksen   |
| 2     | Irlanda (bandiera)     | C     | Paddy Mulligan     |
| 3     | Irlanda (bandiera)     | D     | Tommy Kelly        |
| 4     | Danimarca (bandiera)   | C     | Johnny Petersen    |
| 4/21  | Danimarca (bandiera)   | C     | John Kyndbøl       |
| 5     | Irlanda (bandiera)     | C     | David Pugh         |
| 6     | Inghilterra (bandiera) | D     | John Milner        |
| 7     | Jugoslavia (bandiera)  | A     | Ivica Lipošinović  |
| 8     | Danimarca (bandiera)   | C     | John Steen Olsen   |
| 8     | Germania (bandiera)    | A     | Richard Skora      |
| 9     | Danimarca (bandiera)   | A     | Erik Dyreborg      |
| 10    | Spagna (bandiera)      | C     | Luis Mayoral       |
| 10    | Jugoslavia (bandiera)  | C     | Ɖorđe Mugoša       |
| 11    | Paesi Bassi (bandiera) | A     | Orlando Rijsenburg |
| 11    | Giamaica (bandiera)    | A     | Dennis Ziadie      |
| 12/19 | Giamaica (bandiera)    | D     | Lesburn Brown      |

| N. |                        | Ruolo | Calciatore          |
| -- | ---------------------- | ----- | ------------------- |
| 13 | Brasile (bandiera)     | D     | Jorge Miguel        |
| 14 | Etiopia (bandiera)     | A     | Yelmer Ketema       |
| 14 | Giamaica (bandiera)    | A     | Lloyd McLean        |
| 15 | Danimarca (bandiera)   | D     | Henning Boel        |
| 15 | Inghilterra (bandiera) | A     | Brian Davies        |
| 16 | Scozia (bandiera)      | A     | Billy Fraser        |
| 17 | Argentina (bandiera)   | A     | Rubén Héctor Sosa   |
| 17 | Australia (bandiera)   | A     | Karl Minor          |
| 18 | Stati Uniti (bandiera) | P     | Orest Banach        |
| 18 | Argentina (bandiera)   | P     | Vladimiro Tarnawsky |
| 19 | Jugoslavia (bandiera)  | C     | Mladen Popović      |
| 19 | Inghilterra (bandiera) | D     | Peter Simpson       |
| 20 | Jugoslavia (bandiera)  | A     | Tonči Gulin         |
| 21 | Stati Uniti (bandiera) | A     | Paul Sideropoulos   |
| 22 | Scozia (bandiera)      | A     | Charlie McCully     |
|    | Spagna (bandiera)      | A     | Plácido Bilbao      |